# برنامج الدراسات العليا الطبية
برنامج الدراسات العليا الطبية (GMP) أو في بعض الأحيان يُعرف أيضًا باسم برنامج دخول الدراسات العليا (GEP) أو دخول الدراسات العليا في الطب (GEM) هي مصطلحات تُستخدم بشكل عام خارج الولايات المتحدة للإشارة إلى البرامج الطبية التي تبلغ مدتها عادة 4 سنوات+حيث يكون المتقدمون فيها هم من خريجي الجامعة الذين اجتازوا اختبارات الكفاءة مثل GAMSAT أو UKCAT أو MCAT. وينبغي عدم الخلط بين هذه الاختبارات واختبارات مثل UMAT حيث إن الاختبارات مثل UMAT مصممة لخريجي المدارس الثانوية. إن البرامج الطبية في الولايات المتحدة من الناحية الفنية لا تتطلب استكمال درجة سابقة، وإنما تتطلب استكمال درجة علوم ما قبل الطب لمدة تتراواح من سنتين إلى ثلاث سنوات على المستوى الجامعي وبالتالي فإنها تُصنف كدرجات دخول ثانية. ومع ذلك، نظرًا لأنه في أماكن مثل أستراليا كان المتقدمون للبرامج الطبية تاريخيًا من خريجي المدارس الثانوية بشكل عام وباتت هذه الأماكن مؤخرًا فقط لديها كليات طبية تتطلب استكمال درجة البكالوريوس السابقة، ونشأ المصطلح برنامج الدراسات العليا الطبية ومصطلح دخول الدراسات العليا في الطب لتمييز الدورات الدراسية الجديدة.

## ومن الأمثلة على درجة الدراسات العليا الطبية تأتي الدورة الدراسية لبرنامج دخول الدراسات العليا في الطب الرائدة التي تقدمها جامعة نوتنغهام.
- الدورة الدراسية لبرنامج دخول الدراسات العليا في الطب الخاصة بجامعة نوتنغهام في ديربي  نسخة محفوظة 22 مايو 2010 على موقع واي باك مشين.

تتطلب الدرجة التي تستمر لمدة أربع سنوات 2:2 أو أفضل في أي موضوع، الحصول على درجة اختبار قبول كليات الطب الأسترالية للدراسات العليا (GAMSAT) (تختلف المتطلبات كل سنة حيث سيتم استخدام وقف درجة اختبار قبول كليات الطب الأسترالية للدراسات العليا الأعلى عندما يكون لدى المتقدمين درجة من الفئة الثانية. وقد يختلف هذا، ولكن يمكن تحديد 5 نقاط من نقاط اختبار قبول كليات الطب الأسترالية للدراسات العليا أعلى من درجة الإقصاء للمتقدمين الحاصلين على درجة من الفئة الثانية الأولى أو الأعلى. ) ومقابلة مصغرة متنوعة (MMI).
تتكون الدورة من:
تدريب ما قبل الممارسة السريرية لمدة 18 شهرًا في برنامج دخول الدراسات العليا في الطب الخاصة بجامعة نوتنغهام في ديربي
تدريب على الممارسة السريرية لمدة عامين ونصف في الأماكن الملحقة بالمستشفيات في ديربي ومانسفيلد ونوتنغهام ولينكولن. ويتم ترتيب التجهيزات السريرية على النحو التالي:
- CP1 - ملحق سريري لمدة 6 أشهر يغطي جميع التخصصات الطبية الرئيسية
- يتم ترتيب CP2 في مجموعتين من 20 أسبوعًا:

- صحة الطفل (طب الأطفال) لمدة 10 أسابيع
- - نساء وتوليد لمدة 10 أسابيع
- الطب النفسي لمدة 4 أسابيع
- الرعاية الصحية للمسنين (الشيخوخة) لمدة 3 أسابيع
- التخصصات (الأنف والحنجرة، طب العيون والأمراض الجلدية) لمدة 6 أسابيع
- وحدة الدراسة المتخصصة (وحدة الدراسة المتخصصة أو الدرس الاختياري المصغر ) لمدة 4 أسابيع
- CP3 - السنة السريرية النهائية

- مجموعة العضلات والعظام
- الطب
- الجراحة
- وحدة الدراسة المتخصصة (وحدة الدراسة المتخصصة أو الدرس الاختياري المصغر ) لمدة 4 أسابيع

## بعض البلدان تقدم حاليًا دورات طبية لمدة 4 سنوات لحاملي الشهادات الجامعية
- أستراليا
- كندا
- أيرلندا
- المملكة المتحدة
- جنوب أفريقيا
- سنغافورة
- هولندا
- البرتغال
- الولايات المتحدة
- بولندا
- جمهورية التشيك
- غانا